# Tafedna
Tafedna (franska: Tafedna (CR), Tafedna (Commune Rurale), arabiska: سيدي كاوكي) är en kommun i Marocko.   Den ligger i provinsen Essaouira och regionen Marrakech-Safi, i den centrala delen av landet, 400 km sydväst om huvudstaden Rabat. Antalet invånare är 5 234.